# Odontolaimus indicus
Odontolaimus indicus is een rondwormensoort uit de familie van de Odontolaimidae. De wetenschappelijke naam van de soort is voor het eerst geldig gepubliceerd in 1971 door Ali, Suryawanshi & Zakiuddin Chisty.